# Gröbzig
Gröbzig is een plaats en voormalige gemeente in de Duitse deelstaat Saksen-Anhalt, gelegen in de Landkreis Anhalt-Bitterfeld. De plaats telt 3.110 inwoners.

## Indeling gemeente
De volgende Ortsteile maakten deel uit van de toenmalige gemeente:
- Werdershausen
- Wörbzig